# پاول رانکو
پاوُل رانکُو (انگلیسی: Pavol Rankov; ۱۶ سپتامبر ۱۹۶۴ – ) نویسنده اهل کشور اسلواکی است. 